# Funamanu
Funamanu ist eine kleine Riffinsel im Riffsaum des Atolls Funafuti, Tuvalu.

## Geographie
Die Insel liegt an einer Stelle des Atolls, an der der Riffsaum unterbrochen ist. Während der Riffsaum nach Süden durch den Puapua Deep Pass bei den Funamanu Shoals Zufahrtsmöglichkeiten mit Booten zur Lagune bietet, schließt sich nach Nordosten fast unmittelbar die Insel Funagogo an.
Nach einer Studie von Paul Kench von der University of Auckland in Neuseeland und von Arthur Webb von der South Pacific Applied Geoscience Commission in Fidschi von 2010 war die Insel eine von sieben im Atoll, die durch die Anlagerung von Korallenbruch und Sand im Verlauf des Klimawandels sogar Landfläche hinzugewonnen hat. Die Insel ist seit 1950 im Schnitt um 3 % gewachsen. Funamanu gewann 0,44 ha, fast 30 % ihrer Ausgangsgröße.